# Вула Патуліду
Параскеві «Вула» Патуліду (грец. Παρασκευή «Βούλα» Πατουλίδου, 29 березня 1965, Флорина, Греція) — грецька спортсменка, легкоатлет, брала участь у змаганнях з бігу на 100 метрів з бар'єрами, бігу на 100 метрів та у стрибках в довжину. Олімпійська чемпіонка 1992 року.

## Досягнення
| Рік  | Змагання               | Місце проведення   | Результат | Дисципліна                    |
| ---- | ---------------------- | ------------------ | --------- | ----------------------------- |
| 1990 | Балканські ігри        |                    | 1         | біг на 100 метрів з бар'єрами |
| 1990 | Балканські ігри        |                    | 1         | біг на 100 метрів             |
| 1991 | Середземноморські ігри | Афіни, Греція      | 1         | біг на 100 метрів             |
| 1991 | Середземноморські ігри | Афіни, Греція      | 2         | біг на 100 метрів з бар'єрами |
| 1992 | Олімпіада 1992         | Барселона, Іспанія | 1         | біг на 100 метрів з бар'єрами |
| 1994 | Балканські ігри        |                    | 11        | стрибки в довжину             |

## Найкращі результати
- біг на 100 метрів: 11,27 секунд (1990)
- біг на 100 метрів з бар'єрами: 12,64 секунд (1992) (національний рекорд)
- стрибки в довжину: 6,71 секунд (1995)
- біг на 60 метрів з бар'єрами: 8,08 секунд (1990)